# Баглан (провинција)
Баглан је једна од 34 провинције Авганистана. На сјеверу је земље. Главни град је Пулихумри, али име провинције долази од града Баглана.